# Mallacoota unidentata
Mallacoota unidentata is een vlokreeftensoort uit de familie van de Maeridae. De wetenschappelijke naam van de soort is voor het eerst geldig gepubliceerd in 1998 door Ren.